# Кларк, Брайан

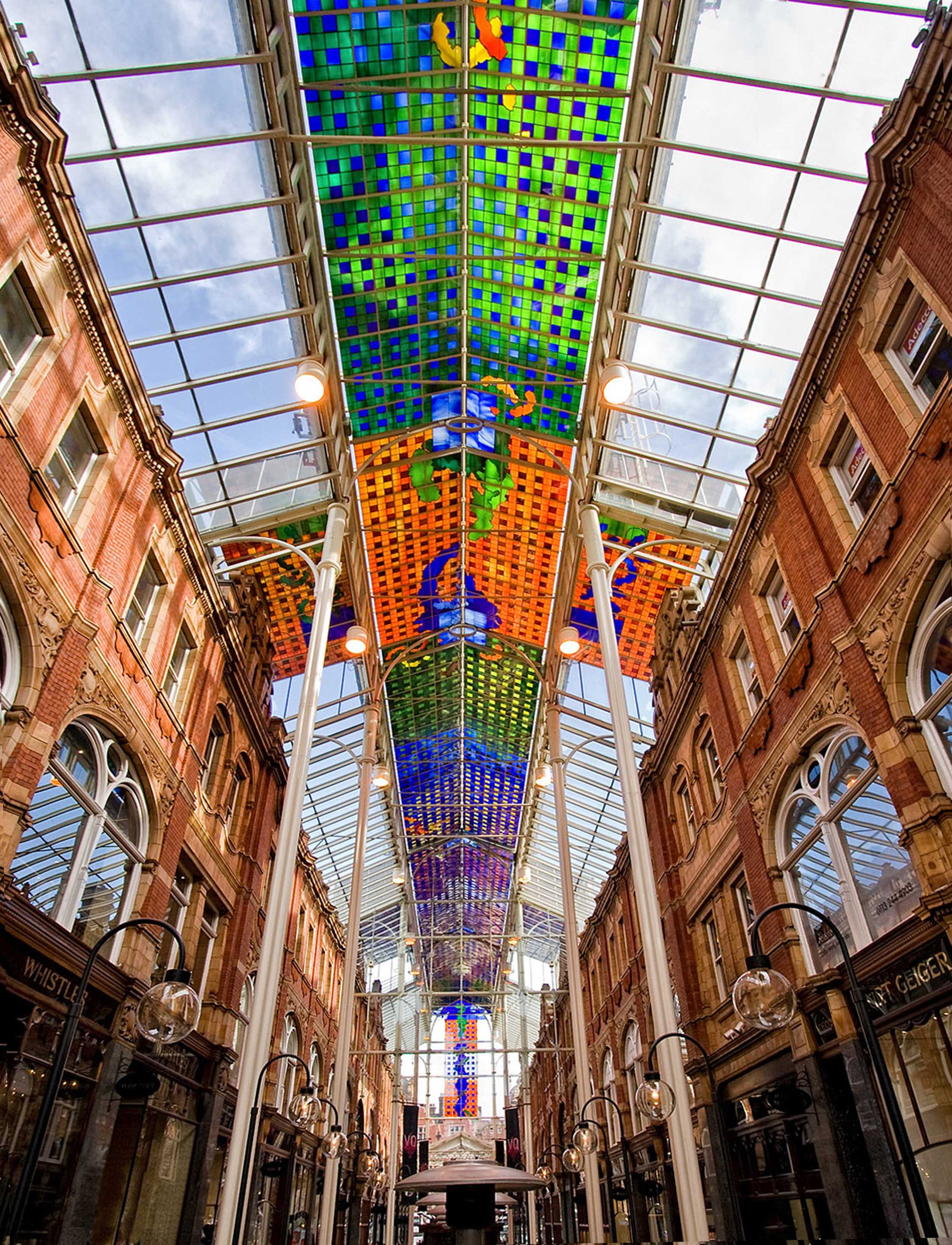
Крыша Квартала Виктории в городе Лидс современный абстрактный витражный навес работы Брайана Кларка, 1990

Бра́йан Кларк (англ. Brian Clarke; 2 июля 1953, Олдем, Ланкашир, Великобритания — 1 июля 2025) — британский художник, архитектор, гравер, известный проектами витраж ей и мозаик архитектурного модернизма.
Будучи ярым сторонником интеграции искусства и архитектуры, и работая в манере мастеров эпохи Возрождения со многими материалами, Кларк создает работы живописи, скульптуры, керамики, мозаики, гобелена, ювелирных изделий и мебели, а также декораций для оперы, балета и стадионов. Работы Кларка находятся в частных и общественных коллекциях по всему миру, включая Тейт, музей Виктории и Альберта, Баварские государственные коллекции живописи в Музее Брандхорста, Мюнхен, Музей современного искусства Сезона, Токио, и Музей стекла Корнинга, Нью-Йорк.
Практикуя в светских и священных пространствах, Кларк сотрудничал с Заха Хадид, Норманом Фостером, Арато Исодзаки, Оскаром Нимейером, Бэй Юйминем, Сесаром Пелли и Ренцо Пиано и другими ведущими архитектурами современности, создавая витражи и художественные инсталляции для сотен проектов по всему миру. Также работал с Дэвидом Бэйли, Хью Хадсоном, Ма́лкольмом Макла́реном, Полом Маккартни и Линдой Маккартни.
Его практика в архитектурных и автономных витражах, часто в монументальном масштабе, привела к последовательным инновациям и изобретениям в изготовлении среды, и благодаря производству бессвинцовых витражей и созданию работ, сделанных в основном или полностью из свинца, он радикально расширил границы того, что может делать и выражать.
Основные работы включают Дворец мира и согласия (с Норманом Фостером), Казахстан; Квартал Виктории Лидс, самую большую витражную крышу в Европе; Hôtel du département des Bouches-du-Rhône Marseille (Le Grand Bleu); Королевскую мечеть международного аэропорта короля Халида; дизайны двух постановок трибьюта Рудольфа Нуреева, Уэйна Иглинга «Руины времени» для Голландского национального балета; Мировое турне Пола Маккартни (1989-90) и New World Tour (1992-93); и постановку оперы Роберта Уорда.
Его практика в архитектурных и автономных витражах, часто в монументальном масштабепривела к последовательным инновациям и изобретениям в развитии материала, включая создание витражей без свинца и последующее внедрение «драматически улучшенного пуантилизма», а также создание скульптурных витражей, аналогичных коллажу.

## Биография

### Ранние годы
Брайан Кларк родился 2 июля 1953 года в Олдеме, Ланкашир, в семье Эдварда Орда Кларка, шахтера, и прядильщицы Лилиан Кларк (в девичестве Уайтхед).
В 1965 году, в возрасте 12 лет Кларк получил стипендию программы для творчески одаренных детей, существующей на севере Англии, позволяющей перейти из средней школы на дневного отделение Школа искусств и ремесел Олдхэма. Вместо стандартной учебной программы Кларк в основном изучал искусство и дизайн, рисование, геральдику, изобразительную композицию, теорию цвета, смешивание пигментов и каллиграфию и другие предметы. Считаясь вундеркиндом, к 16 годам Кларк овладел ортодоксальностью рисования академической жизни. В 1968 году он и его семья переехали в Бернли, и, слишком молодым в 15 лет, чтобы поступить в Колледж искусств Бернли, он солгал о своем возрасте и был принят на основании высокого уровня своих ранних работ.

### 1970-е годы
В 1970 году Кларк поступил на курс архитектурного витража в Колледже искусств и дизайна Северного Девона, который он окончил два года спустя с отличием по специальности дизайн. В 1971 году, в возрасте 17 лет, он получил свой первый заказ за серию окон в охраняемом государством памятнике архитектуры -жилом доме 17-го века под названием Сауткотт Бартон. В следующем году получил свою первую церковную комиссию на создание мемориального окна в Престонском соборе.
В августе 1972 года он женился на своей сокурснице Лиз Финч, дочери местного викария, открыл студию витражей в Престоне и начал заниматься реставрацией, включая реставрацию живописи, проектирование ламп, ремонт поврежденного церковного стекла, а также работал как независимый художником. За этим последовала комиссия за новое окно для церкви Коппулл, Ланкашир, в 1973 году и дальнейшие заказы на витражи, для которых он сам рисовал, выдувал стекло, вставлял в металлический переплет и устанавливал окна и панели.
В 1974 году Кларк был награждён Мемориальной стипендией Уинстона Черчилля для изучения средневековых и современных витражей в Италии, Франции и Западной Германии. В том же году он получил заказ на ансамбль из 20 окон для церкви Святого Лаврентия в Лонгридже, которая считается его первой зрелой работой, а в 1975 году получил стипендию Черчилля для изучения искусства архитектуры в Соединенных Штатах. Позже в 1975 году Кларк переехал в Берчовер, Дербишир и поселился во взятый местных местных церковных властей домик священника- позже он спроектировал и подарил набор окон приходской церкви Святого Михаила и всех ангелов. Передвижная выставка светских, автономных витражей, частично вдохновленных восточной пейзажной живописью Glass Art One, была показана на площадках в Дербишире и Ланкашире, включая Кафедральный собор Дерби и Манчестерский собор;
Будучи чуть старше 20 лет, Кларк получил заказ международного значения от Ноттингемского университета на создание 45 картин, облачений и серии витражей, за которой последовала одна из крупнейших публичных художественных комиссий десятилетия для многоконфессиональной часовни в Королевском медицинском центре. Процесс проектирования и инсталляции был снят BBC в качестве материала для документального фильма.
В 1979 году совместно британским военным художником Джоном Пайпером и историком искусства Мартином Харрисоном, а также в сотрудничестве с Марком Шагалом, Кларк курировал самую масштабеую выставкой витражей 20-го века и выпустил книгу "Архитектурные витражи.
В 1978 году Кларк появился на обложке журнала Architectural Review (англ) с работой под названием Velarde is Not Mocked. В 1979 году он провел цикл лекций в британских университетам на тему искусства и архитектуры; первая лекция в г Халле была представлена известным британским поэтом Филиппом Ларкиным под названием «Спасение искусства от художников». 1978—1970 Британская радиовещательная корпорация Би-би-си (англ. BBC) снимала кадры его работы в студии и жизни для часового документального фильма BBC Omnibus Брайан Кларк: История до сих пор. На момент трансляции в Великобритании было только три телевизионных канала, и миллионы зрителей смотрели документальный фильм; освещение в прессе, включая появление Кларка на обложке журнала Vogue, сфотографированного Робертом Мэпплторпом, привело к известности в широких кругах населения. В 1979 году Кларк становится ведущим программы на канале Би-би-си 2 посвященной искусству Основная тенденция (англ. Mainstream) и передачи на радио Би-би-си 4 Калейдоскоп, где он брал интервью у таких ключевых деятелей культуры как Брассай, Энди Ворхол, Джон Леннон и Элизабет Лаченс.

### 1980-е годы
В начале 1980 года Кларк, после периода работы в основном графически и акрилом, снова начал рисовать маслом, а также создал свои первые конструкции из дерева и стали, а также дизайн мебели. Кларк принял предложение о разработке декораций для немецкого музыкальный коллектив Kraftwerk, и в сотрудничал с Дэвидом Бейли, Брайаном Ино, а также с Малкольмом Маклареном и Вивьен Вествуд в качестве дизайнера над нереализованным проектом Chicken для EMI для BBC Arena.
Заметив сходство между ретикулярными, конструктивистскими символами, которые доминировали в его работе, и светоизмерительными компьютерными граммами с камер Olympus OM System, он создал серию картин, связанных с технологиями; и получил крупный заказ для штаб-квартиры японской компании Олимпус. Работа Time Lag Zero ознаменовала пятилетнюю годовщину компании в Великобритании заказанная для штаб-квартиры Олимпус в Великобритании, позже в том же году Кларк создал цикл картины, деревянную конструкцию и набор витражей для здания европейской штаб-квартиры Олимпус в Гамбурге.
При работе Кларк получил «полную свободу в разработке дизайна вестибюля нового здания», и, снявшись в рекламе для Olympus и Polaroid, стал узнаваемый брендом в Великобритании и Соединённых Штатах. Сложность дизайна витражей для Гамбурга потребовала разработки специальных методов алмазной резки и пескоструйной обработки, чтобы удовлетворить графическую, неструктурную роль свинца в некоторых местах, и ознаменовала начало производства Кларком своих окон в Германии, а не в Англии, что стало крупным разрывом с традициями.
В 1980 году, в возрасте 27 лет, правительство Саудовской Аравии поручило Брайану разработать витраж для Королевской мечети (مسجد مطار الملك خالد) в международном аэропорту короля Халида (KKIA). Изучив исламский орнамент в школах Корана в Фесе, он спроектировал и курировал изготовление 2000 квадратных метров витражей для Коранской библиотеки и офиса, а также канцелярии, световых люков и угловых окон основного места для молебен. Завершённый в 1982 году и состоящий из сотен окон, на момент его реализации проект считался крупнейшим и наиболее технически продвинутым проектом витражей современности, требующим полного персонала четырёх европейских витражных студий, работающих в течение года.

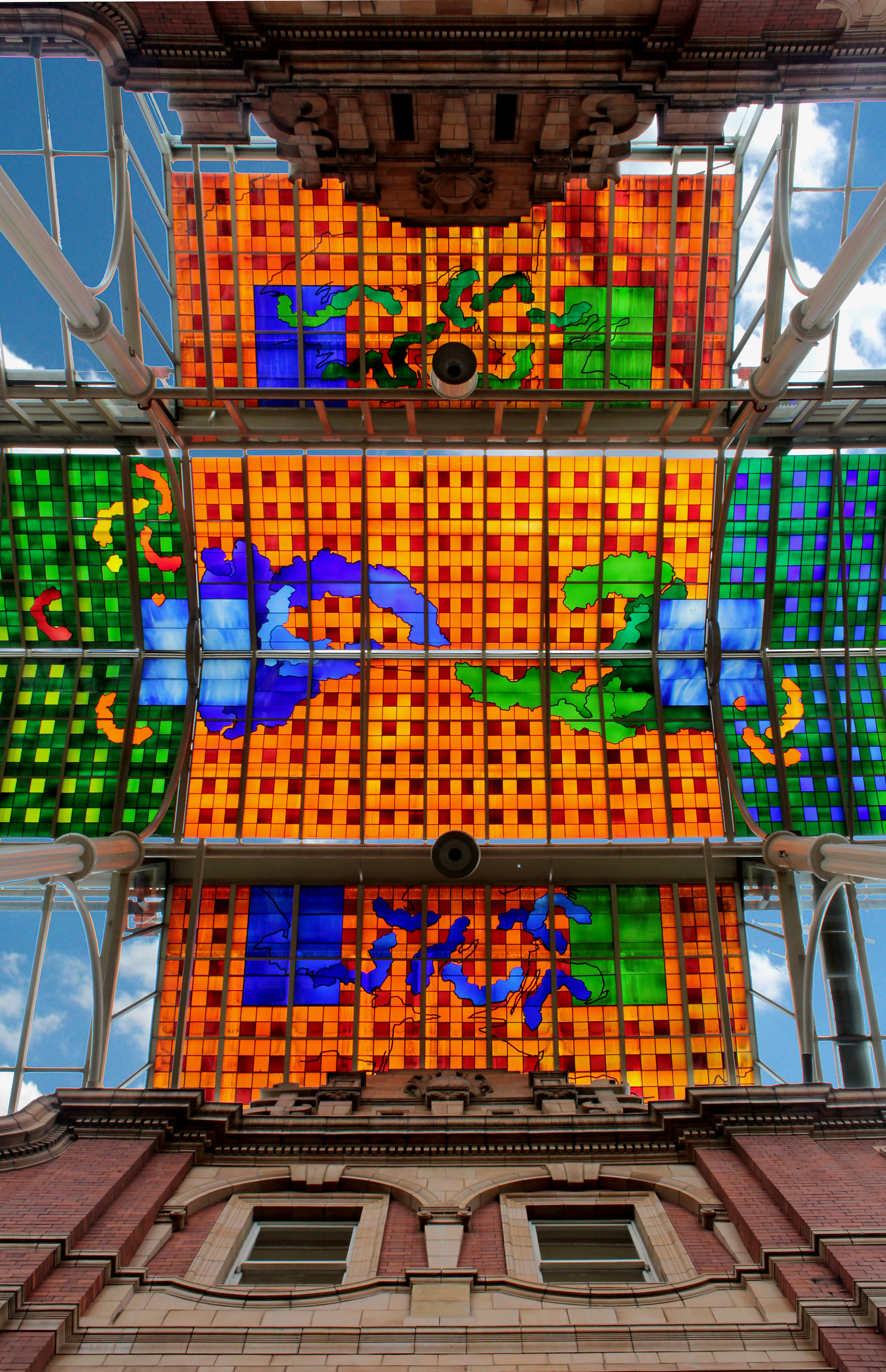
Современный абстрактный витраж из аркады Квартала Виктории в городе Лидс работы Брайана Кларка, 1990

После создания портфолио трафаретных отпечатков, посвящённых его другу лорду С. П. Сноу под названием «Две культуры». Кларк стал первым художником, который провел персональную выставку в Королевском институте британских архитекторов картин, конструкций и гравюр, включая первое появление его серии трафаретных отпечатков Computergram на холсте. В том же году была опубликована первая монография Мартина Харрисона «С Брайаном Кларком», а Музей Виктории и Альберта приобрел крупномасштабный витражный триптих и картину маслом под названием «Проверка и ошибка».
В 1982 году Кларк создал обложку для сольного альбома Пола Маккартни Tug of War, совместно с Линдой Маккартни. В 1983 году работа Кларка Две культуры вошла в коллекцию музея Тейт , а Роберт Фрейзер, ключевая фигура свингующего Лондона, который открыл для Европы Энди Уорхола и Роя Лихтенштейна, открыла свою галерею на Корк-стрит в Лондоне выставкой Кларка. Вечер открытия получил значительное освещение в прессе, а общественный интерес и посещаемость знаменитостей привели к тому, что вечеринка открытия вылилась на улицу, что потребовало её закрытия полицейским кордоном. До своего закрытия после смерти Фрейзера в 1986 году галерея продолжала выставлять и представлять британской публике работы Жан-Мишеля Баския и Эллсворта Келли, с которыми выставлялся Кларк, и Кита Харинга.

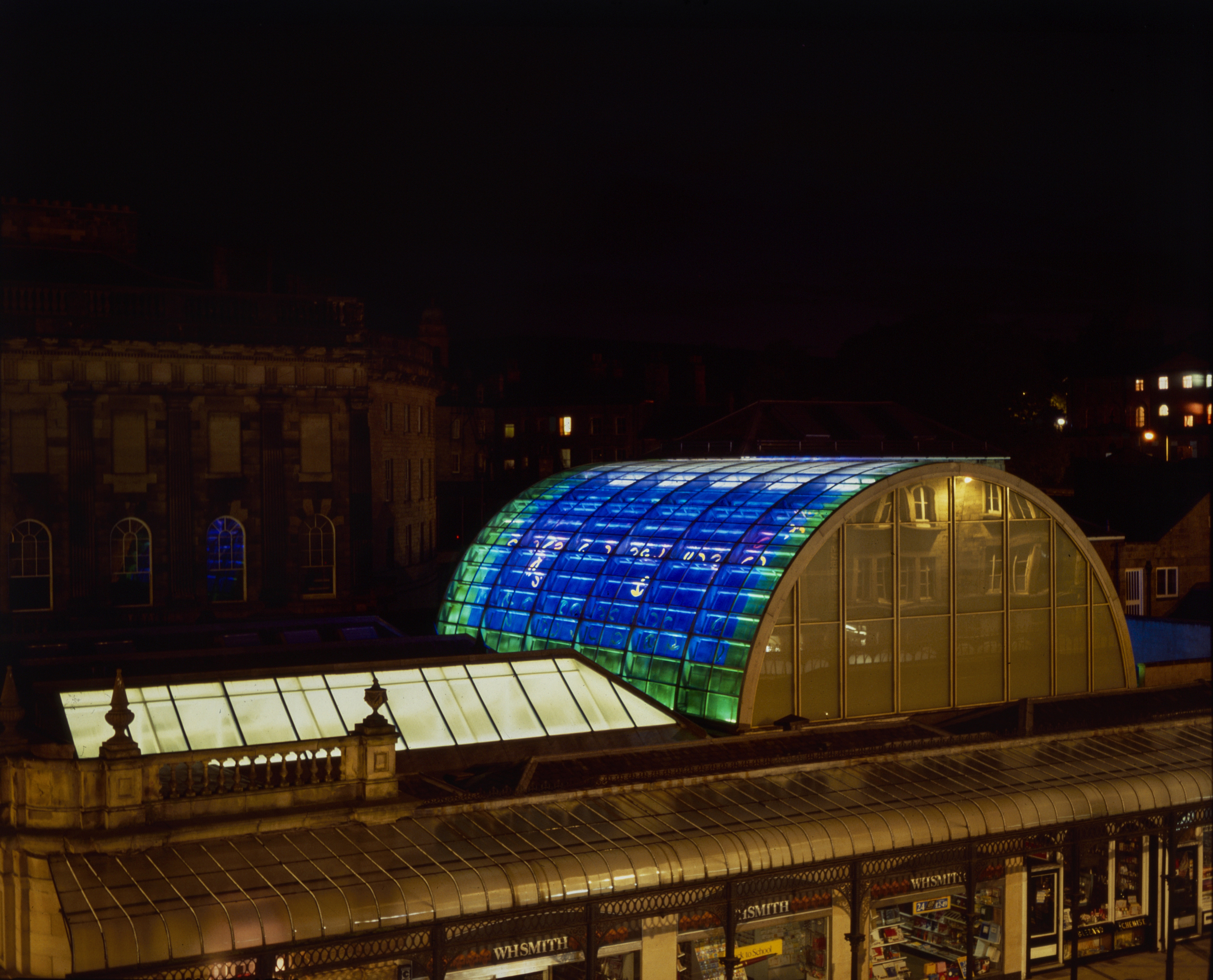
Ночное представление витража Кавендишской аркады работы художника Брайана Кларка

В 1984 году Кларку было поручено внести свой вклад в реконструкцию памятника архитектуры — термальных ванн в Бакстоне; схема Кларка, завершенная в 1987 году, предполагала создание исторически важного современного витражного сводчатой потолка- кавендишскую аркаду.
В 1990 году Кларк завершил работу над проектом по восстановлению внутреннего двора в городе Лидс- Квартал Королевы Виктории создав крышу из витражи покрывая пешеходный перехода и улицу Королевы Виктории. Ярко окрашенная крыша из выдувного стекла и простирающаяся от одного конца улицы до другого. Имея длину более 120 метров составляя 746 квадратных метра, крыша стала крупнейшей цельной работой искусства из витражного стекла в мире на момент её завершения и остается крупнейшей в Великобритании, самой большой витражной крышей в Европе; работа была занесена в Книгу рекордов Гиннеса, и была удостоен премии Europa Nostra Award в 1990 году и премии города Лидса за архитектуре (специальная премия за витражи).

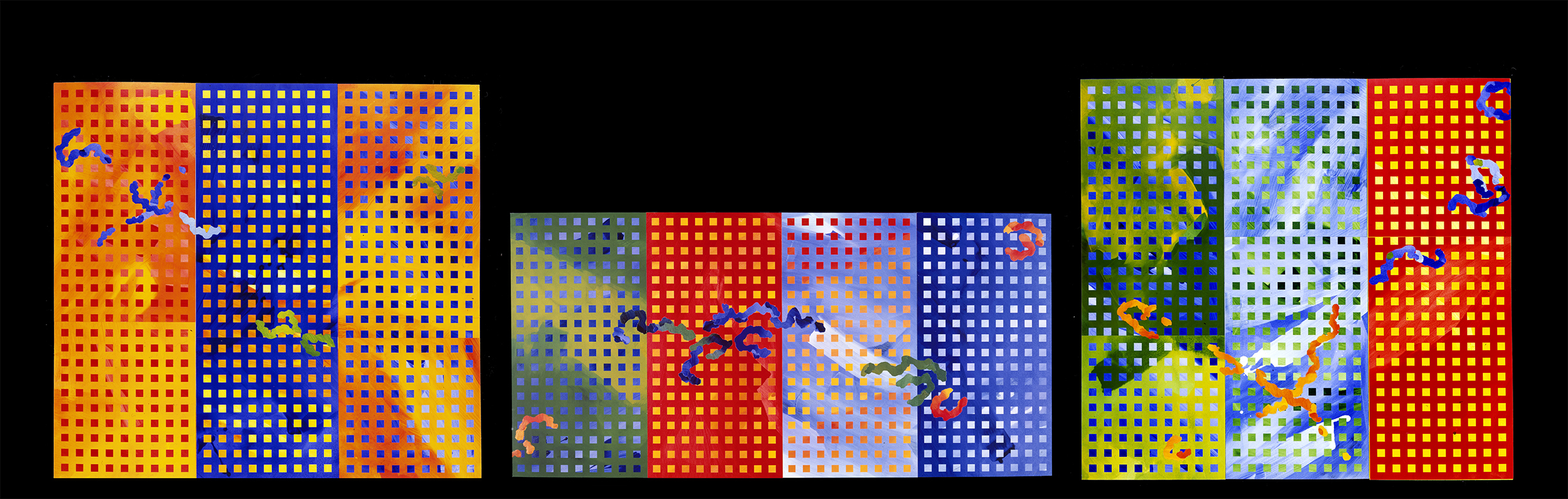
Брайан Кларк создал дизайн для стадионов и арен для мирового тура Пола Маккартни 1989—1990 годов

В 1988 году архитектор Арата Исодзаки, лауреат Притцкеровской премии, пригласил Кларка сотрудничать над проектом для загородного клуба Oзера Сагами в Яманиси. Кларк разработал и изготовил витражный цилиндрический купол и световые люки площадью более 1000 квадратных метров традиционным способом выдувного стеклоизделия. Исозаки в ответ на дизайн Брайна Кларка разработал внутреннюю систему освещения таким образом, чтобы витраж был виден ночью, превращая башню в маяк и местную достопримечательность. Проект включил 350 квадратных метров выдувного витража.
В том же году Кларк совместно с Норманом Фостером предложили крупное витражное произведение для нового здания терминала аэропорта Станстед. Результатом сотрудничества, что впервые в истории витражей предполагало использование компьютерного дизайна в творческом процессе, стало бы облицовка восточных и западных стен высокотехнологичного здания традиционным выдувным витражным стеклом. По техническим соображениям и соображениям безопасности первоначальная схема, которую Кларк считал своим магнум-опусом,не могла быть выполнена.

### 1990-е годы
В 1991 году Управление британских аэропортов заказало у Кларка второй, меньший проект витража для аэропорта Станстед вместо его первоначального предложения c Норманом Фостером 1988 года. Художник спроектировал два карниза и 6-метровую витражную башню для зоны циркуляции в центре терминала, которая в своей композиции перекликалась с элементами структуры Фостера; к 1994 году башня была удалена, чтобы «позволить увеличить поток движения через пространство», а позже карнизы также были удалены.
В 1992 году Кларк впервые сотрудничал с архитектором Уиллом Олсопом в Le Grand Bleu, Hôtel du département des Bouches-du-Rhône (управление округа Буш-дю-Рон) в Марселе. Здание, которое в настоящее время считается крупным произведением архитектуры конца 20-го века и достопримечательностью Марселя, приобрело свою визуальную идентичность в процессе проектирования с окончательной версией предложения Кларка и Олсопа. За фирменную синеву здание получило прозвище «maison des Stroumphs» (Дом Смурфов).
Кларк отвечал за облицовку и окраску здания стеклом синего цвета Ива Кляйна, Задуманная как «кожа искусства» и полностью выполненную с помощью новой техники керамического остекления, разработанной Кларком, работа площадью 1200 м2 с фирменной каллиграфическая линия Кларка образует композицию в полосах керамической глазури по всему фасаду вдоль всей западной стороны.
Hôtel du département был награждён премией RIBA Worldwide Projects Award 1997 года, RIBA Civic & Community Architecture Award (1995); и Palmarés Award for Architecture.
В 1994 году Заха Хадид и Кларк разработали нереализованное совместное предложение для жилищного проекта Spittelau Viaducts, реконструкции набережной в Вене, которое включало в себя интегральную, взаимосвязанную мозаику и витражи. Кларк разработал новый тип выдувного стекла для схемы, которую он окрестил «Заха-Стекло»/«Zaha-Glas». Проект был завершен в 2006 году спустя десять лет и не включил произведение искусства, а разработанное Кларком «Заха-Стекло»/«Zaha-Glas» был впервые использовано в архитектурном плане Кларка для потолка штаб-квартиры Pfizer World в Нью-Йорке, знакового архитектурного арт-проекта, который соединял 42-ю и 43-ю улицы на Манхэттене по всей длине участка с композицией из витражей и венецианского стекла.
После смерти друга Кларка, художника Фрэнсиса Бэкона, в 1992 году, в 1998 году Высший суд Англии разорвал все связи между бывшей галереей Бэкона Мальборо (Marlborough Fine Art), и его наследственным фондом (eng. Francis Bacon Estate), и Высший суд назначил Кларка единоличным исполнителем завещания и управляющим наследственного фонда Фрэнсиса Бэкона от имени наследника Бэкона — Джона Эдвардса. Кларк перенес представление Фрэнсиса Бэкона в галерею Тони Шафрази в Нью-Йорке, где была открыта крупная выставка из 17 ранее не показанных картин Бэкона, найденных из его студии. Было возбуждено судебное дело против галереи Мальборо, на основании того, что Галерея недоплатила Бэкону за его работу, оказывада чрезмерном влиянии на него и не учла до 33 его картин. В ходе судебного процесса у Мальборо были извлечены картины Бэкона, и « было передано огромное количество корреспонденции и документов, касающихся жизни художника».В 1998 году Эдвардс и Кларк пожертвовали содержимое студии Бэкона галерее Хью Лейн в Дублине. Студия в 7 Reece Mews оставалась в значительной степени нетронутой после смерти Бэкона в 1992 году, и было принято решение сохранить её для потомков. Команда археологов, искусствоведов, консерваторов и кураторов перевезла студию оптом в Дублин.

### 2000-е
В 2004 году Кларк сотрудничал с Норманом Фостером во Дворце мира и согласия, знаковом здании в Астане, Казахстан, построенном специально для проведения «Конгресса лидеров мировых и традиционных религий». Завершенная в 2006 году, прозрачная вершина пирамиды покрыта 900 кв м витражного стекла.
В 2010 был завершен проект в Соборе Линчёпинга, Швеция. В этом же году Кларку было поручено разработать витражи для новой Папской часовни Апостольской нунциатуры в Великобритании, дипломатического посольства Святого Престола, для визита Папы Бенедикта XVI в Великобританию, первого государственного визита Папы Римского в Великобританию.
В 2018 году Брайан Кларк завершил работу над люксовым спа-отелем за городом Отель-спа Бивербрук (Beaverbrook Hotel), Лезерхед, Суррей, Великобритания; Проект Кларка сам по себе является произведением искусства с яркими и вдохновляющими цветочными витражами и световыми люками, а также керамической плиткой и мозаикой, и отражает силу и красоту окружающей отель природы — холмы и леса, которые вы можете видеть на протяжении многих миль.
В 2020 году было объявлено, что в Олдхэме будет построена новая школа Blue Coat под названием Академия Церкви Брайана Кларка, чтобы обеспечить бесплатные школьные места 1200 ученикам. Академия получила разрешение на планирование в апреле 2021 года.
В 2021 году Кларк завершил работу над витражами в стиле модерна в Бар Red Room, отель Connaught. Первая публичная инсталляция Кларка в Лондоне за шесть лет, они являются центральным элементом бара Коннота и первым архитектурным выражением серии Vespers, серия из более 500 акварельных картин, выставленных в галереях на площади Беркли лондонского аукционного дома Phillips в 2021. Кларк провёл локдауны пандемии Коронавируса рисуя сотни вдохновляющих акварелей.
Умер 1 июля 2025 года, за день до своего 72-летия.

## Творчество
Будучи ярым сторонником интеграции искусства и архитектуры, и работая в манере мастеров эпохи Возрождения со многими материалами, Кларк создаёт работы живописи, скульптуры, керамики, мозаики, гобелена, ювелирных изделий и мебели, а также декораций для оперы, балета и стадионов. Работы Кларка находятся в частных и общественных коллекциях по всему миру, включая Тейт, музей Виктории и Альберта, Баварские государственные коллекции живописи в Музее Брандхорста, Мюнхен, Музей современного искусства Сезона, Токио, и Музей стекла Корнинга, Нью-Йорк.
Практикуя в светских и священных пространствах, Кларк сотрудничал с Заха Хадид, Норманом Фостером, Арато Исодзаки, Оскаром Нимейером, Бэй Юйминем, Сесаром Пелли и Ренцо Пиано и другими ведущими архитектурами современности, создавая витражи и художественные инсталляции для сотен проектов по всему миру. Также работал с Дэвидом Бэйли, Хью Хадсоном, Ма́лкольмом Макла́реном, Полом Маккартни и Линдой Маккартни.
Его практика в архитектурных и автономных витражах, часто в монументальном масштабе, привела к последовательным инновациям и изобретениям в изготовлении среды, и благодаря производству бессвинцовых витражей и созданию работ, сделанных в основном или полностью из свинца, он радикально расширил границы того, что может делать и выражать.
Основные работы включают Дворец мира и согласия (с Норманом Фостером), Казахстан; Квартал Виктории Лидс, самую большую витражную крышу в Европе; Hôtel du département des Bouches-du-Rhône Marseille (Le Grand Bleu); Королевскую мечеть международного аэропорта короля Халида; дизайны двух постановок трибьюта Рудольфа Нуреева, Уэйна Иглинга"Руины времени" для Голландского национального балета; Мировое турне Пола Маккартни (1989-90) и New World Tour (1992-93); и постановку оперы Роберта Уорда.
Его практика в архитектурных и автономных витражах[en], часто в монументальном масштабе привела к последовательным инновациям и изобретениям в развитии материала, включая создание витражей без свинца и последующее внедрение «драматически улучшенного пуантилизма», а также создание скульптурных витражей, аналогичных коллажу.

### Искусство в архитектуре
- 1976—1979 — Часовня Королевского медицинского центра, Ноттингемский университет[40]
- 1991 — Аэропорт Станстед с Норманом Фостером[41]
- 1994 год — Le Grand Bleu, Hôtel du département des Bouches-du-Rhône[англ.] с Уильмом Олсопом
- 1994—2000 — Центр Аль-Фейсалия, Эр-Рияд, Саудовская Аравия, с Норманом Фостером[42]
- 1998—2000 — Новая европейская штаб-квартира Olympus, Гамбург, Германия
- 2006 — Дворец мира и согласия, Астана, Казахстан с Норманом Фостером;
- 2016—2018 — Отель-спа Бивербрук (Beaverbrook Hotel), Лезерхед, Суррей, Великобритания[31][33][43];
- 2016—2019 — Гезамткунстверк в частной резиденции[44] Сент-Джеймсский парк
- 2019—2021 — Окна в Баре Красная Комната, отель Коннат[англ.] 5*, Мейфейр, Лондон[45]

### Витражи в местах религии

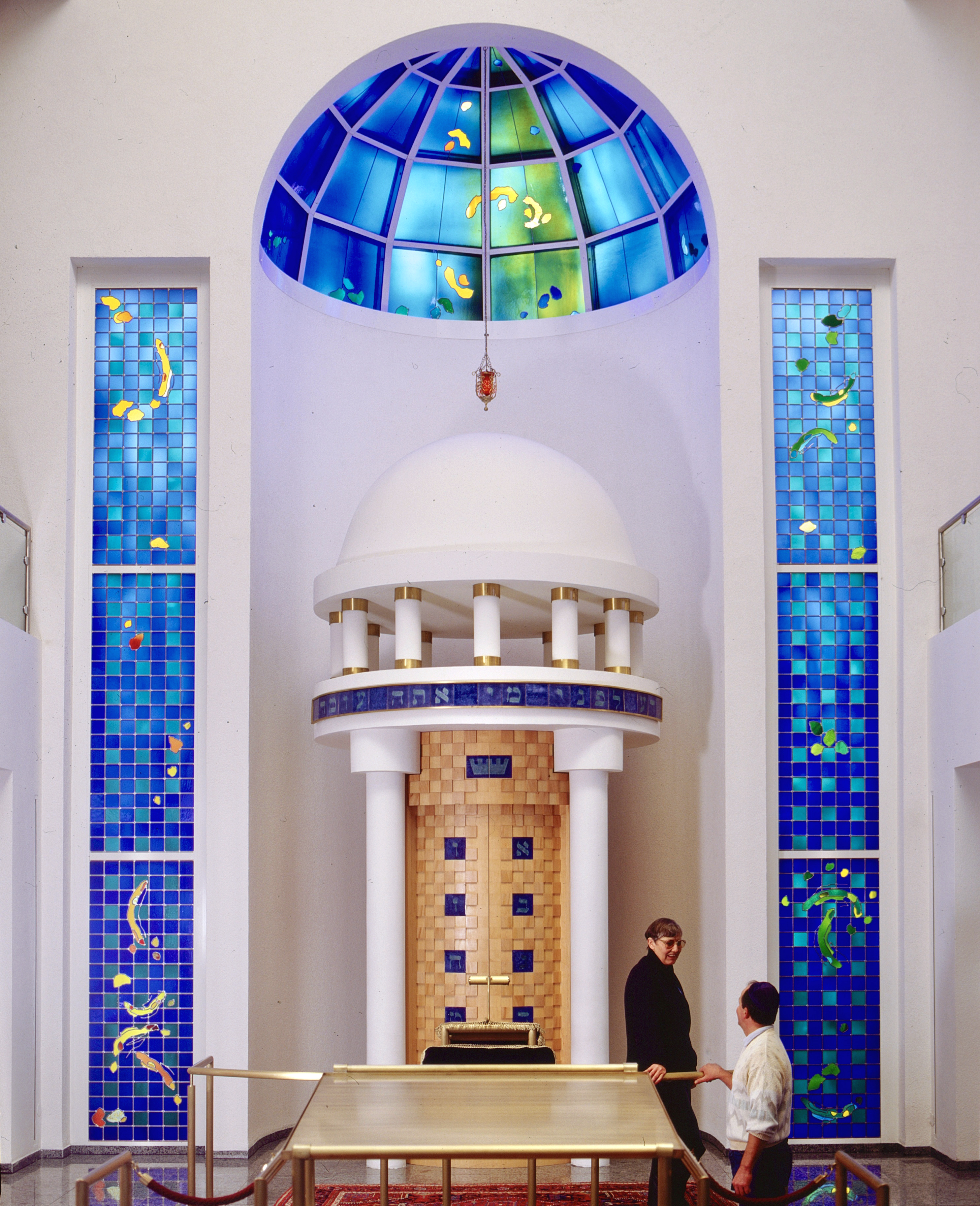
Новая синагога, Дармштадт

- 1988 — Мемориальная синагога Холокоста, Дармштадт с архитектором Альфредом Джакоби[англ.]
- 1993—1994 — Новая синагога, Гейдельберг, Германия[46][47]
- 1994—1995 — Аббатство де ла Филле-Дьё[фр.], Швейцария[48][49]

- 2010 — Собор Линчёпинга, Швеция[50]

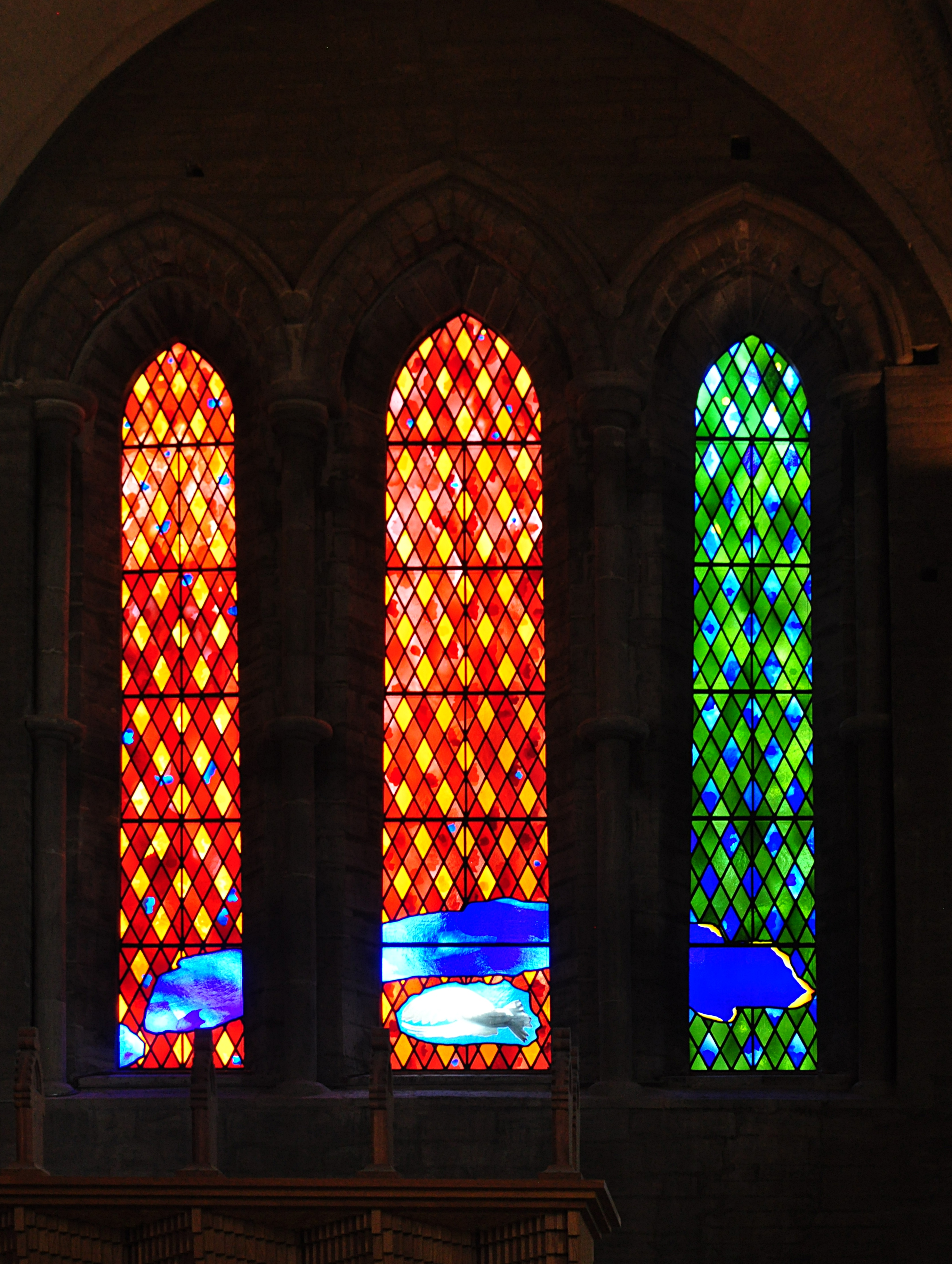
Собор Линчёпинга, Швеция Витражи работы художника Брайна Кларка

- 2010 — Часовня Папы в Апостольском нунции в Великобритании[51][52]
- 2018 — Витражи Кларка в часовне Иммануэля[53][54], Теологическая семинария Вирджинии

### Выставки
2021 «Вечерние молитвы» в галереях на площади Беркли лондонского аукционного дома Phillips
2021 «Искусство света» в Музее искусств и дизайна, Нью-Йорк, США
2018 «Искусство света» в Центре визуальных искусств Сэйнсбери, Университет Восточной Англии
2016 «Ночные орхидеи» в галерее PACE

## Признание
Занимал пост приглашённого профессора в Университетском колледже Лондона;

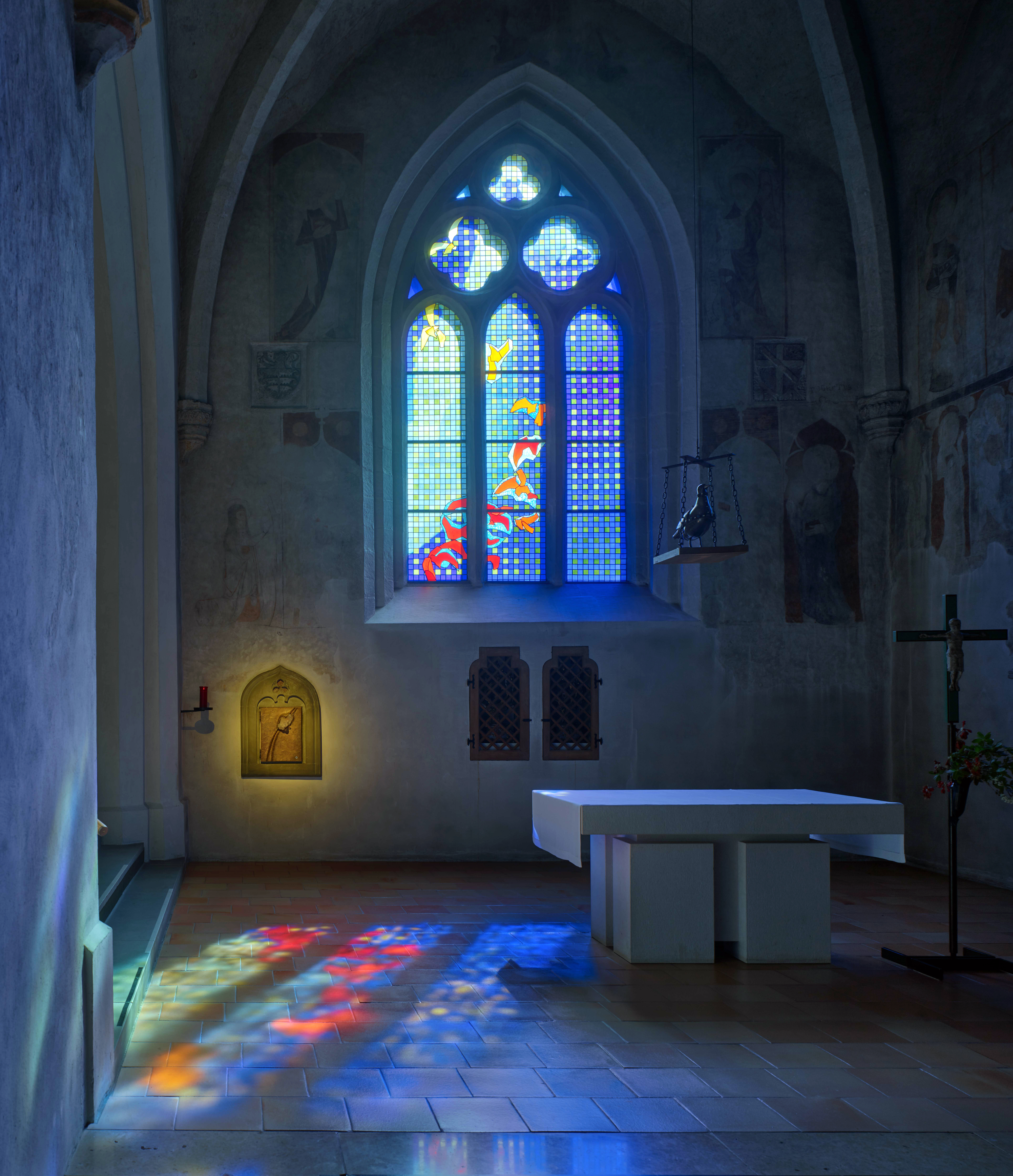
Интерьер Аббатство Фий-Дье, Швейцария — восстановленное святилище и современные витражи Брайана Кларка

Занимал пост председателя в Архитектурном фонде и работал в Комитете архитектуры;
Почетный член Королевского института британских архитекторов;
Член Королевского общества искусств; доктор права; доктор наук.
Член совета и попечитель Мемориального фонда Уинстона Черчилля;
Приглашённый профессор архитектурного искусства Школы архитектуры Бартлетта;
Единоличный исполнителем завещания и управляющий наследственного фонда Фрэнсиса Бэкона;
Попечителем и председателем Фонда Захи Хадид;
Создатель коллекции витражей Брайана Кларка, одной из крупнейших частных коллекций витражей:

## Публикации
- Architectural Stained Glass, Brian Clarke. Architectural Record Books, McGraw Hill, New York, 1979. ISBN 0-07-011264-9
- WORK, Brian Clarke. Steidl Verlag, 2009. ISBN 978-3-86521-633-5
- Christophe, Brian Clarke. Steidl Verlag, 2009[66].
- A Strong Sweet Smell of Incense: A Portrait of Robert Fraser, Brian Clarke, Harriet Vyner. Pace Gallery London, 2015. ISBN 978-1-909406-16-2